# 探題 (中國)
探題，原指詩人集會，抽籤分題賦詩。如唐代王建《送韋處士老舅詩》：「賦字詠新泉，探題得幽石。」盧綸 《送渾煉歸覲卻赴闕庭》：「探題多決勝，饌玉每分餘。」